# Martin Sweet
Martin Sweet, (Lars Martin Hosselton) född 5 maj 1979 i Spånga församling, är en svensk gitarrist som är mest känd som sologitarrist och låtskrivare i sleazerockbandet Crashdïet. Numera spelar han bas i svenska bandet Sister och är även sångare i sitt nya band Sweet Creature. 
Sweet blev medlem i Crashdïet 2002, när bandets frontman och sångare Dave Lepard valde att starta om bandet med nya medlemmar. Bandet släppte en självbetitlad EP 2003, och sitt första fullängdsalbum "Rest in Sleaze" 2005. Albumet innehöll flera singlar, vilka var: "Riot in Everyone", "Knokk 'Em Down", "Breakin' the Chainz", och "It's a Miracle". Flera av dessa låtar skrev Sweet tillsammans med Lepard. Bandet släppte andra skivan "The Unattractive Revolution" den 3 oktober och Sweet var med och skrev alla låtar på albumet. 
Sweet gifte sig med Ika Lillås Lindman i vår 2013.